# Brąszewice
Brąszewice è un comune rurale polacco del distretto di Sieradz, nel voivodato di Łódź.
Ricopre una superficie di 106,33 km² e nel 2004 contava 4 477 abitanti.